# Черни рид (защитена зона)
Вижте пояснителната страница за други значения на Черни рид.
„Черни рид“ е защитена зона от екологичната мрежа на Европейския съюз Натура 2000 по Директивата за опазване на природните местообитания и на дивата флора и фауна. Обявена е с решение на Министерски съвет през 2007 г. Управлението на защитената зона се осъществява от Регионална инспекция по околната среда и водите – София.

## География
Защитената зона обхваща площ от 858,45 хектара в Септемврийски рид, част от Ихтиманска Средна гора.

## Местообитания
В защитена зона „Черни рид“ предмет на опазване са силикатни скали с пионерна растителност от съюзите Sedo-Scleranthion или Sedo albi-Veronicion dillenii, букови гори, дъбово-габърови гори, смесени гори върху сипеи и стръмни склонове, балкано-панонски церово-горунови гори, гори от мизийски бук.

## Фауна

### Безгръбначни
От безгръбначните животински видове с голямо значение са Callimorpha quadripunctaria, обикновен сечко (Cerambyx cerdo), бръмбар рогач (Lucanus cervus), буков сечко (Morimus funereus) и алпийска розали (Rosalia alpina).

### Земноводни и влечуги
Важни за опазване са жълтокоремна бумка (Bombina variegata) и голям гребенест тритон (Triturus karelinii).

### Бозайници
От бозайниците с важен природозначим статут са широкоух прилеп (Barbastella barbastellus), европейски вълк (Canis lupus), кафява мечка (Ursus arctos), пъстър пор (Vormela peregusna).